# Saint-Pierre (Maurice)
Saint-Pierre est un village de l'île Maurice situé dans le district de Moka, à l'est de Quartier Militaire. Il disposait d'une gare de chemin de fer, avant la fermeture du chemin de fer dans les années 1960. Son école secondaire de jeunes filles, le collège de Lorette, est réputée. 
En 2022, la localité accueille les championnats d'Afrique d'athlétisme. 